# Robert Simpson (grand magasin)
Pour les articles homonymes, voir Robert Simpson et Simpson.
Robert Simpson (16 ou 17 septembre, 1834 – 14 décembre 1897) fonda les grands magasins Simpsons, une chaîne ayant marqué le commerce de détail au Canada.
Né à Strathspey, comté de Moray, en Écosse en 1834, Simpson étudia dans une grammar school écossaise jusqu’à l’âge de 16 ans, puis reçut une formation de le domaine de la draperie chez un commerçant d’Elgin. À l'âge de 21 ans en 1854, il émigra au Haut-Canada et se retrouva dans la ville de Toronto. Il travailla d'abord comme commis dans le magasin général de la D. Sutherland and Sons à Newmarket (Ontario), près de Toronto. 
En octobre 1858, Simpson et un autre commis, William Trent, fils d’un fermier assez aisé de l’endroit, ouvrent leur propre magasin  dans cette ville. On y vend des produits d’épicerie, des bottes, de la quincaillerie, des souliers et des articles de mercerie. En mars 1861, l’association est liquidée et il change de partenaire de partenaire deux mois plus tard. Le magasin devient un magasin de gros. Le 29 octobre 1870, un incendie ravage le magasin, et malgré un essai à le repartir pour Noël, on doit déclarer faillite au début de 1871.
Robert Simpson doit repartir à zéro et le fait à Toronto en 1872 avec le R. Simpson, Dry Goods sur la rue principale de la ville, la rue Yonge. Afin de se démarquer de la forte concurrence (dont la T. Eaton Company qui deviendra la chaîne Eaton), il commence à distribuer des prospectus en couleur aux résidents de la ville. Comme la ville est en croissance, le magasin de Simpson prospère, déménage plus haut dans la rue et agrandi plusieurs fois. Ce magasin sera le début d'une chaîne pan-canadienne de grands magasins avec Sears (les Simpson-Sears) et d'une autre, Simpsons, qui sera rachetée durant la seconde moitié du XXe siècle par la Compagnie de la Baie d'Hudson et intégrée dans sa chaîne La Baie.
Robert Simpson meurt en 1897 et est enterré au cimetière Mount Pleasant de Toronto.

## Source
- (fr) Université de Toronto/Université Laval, « Robert Simpson », Dictionnaire biographique du Canada en ligne, Bibliothèque et Archives Canada, 2000 (consulté le 28 mai 2008)